# Warhammer 40.000: Rites of War
Rites of War ist ein rundenbasiertes Strategiespiel im futuristischen Rollenspiel-Universum Warhammer 40.000. Es ist nach Final Liberation und Chaos Gate der dritte Lizenztitel des amerikanischen Publishers SSI und wurde von DreamForge Intertainment auf Basis der Engine von Panzer General 3D entwickelt. Es erschien am 30. Juni 1999 für Windows.

## Spielprinzip
Das Spiel besitzt drei Spielmodi: eine Kampagne mit 24 Missionen, einen Gefechtsmodus und einen Mehrspieler-Modus. Die Kampagne handelt von dem Versuch des Eldar-Weltenschiffs Iyanden, eine Jungfernwelt vom Imperium zurückzuerobern, eine von den Eldar vor langer Zeit per Terraforming für die Besiedelung vorbereitete Welt. Im Laufe der Kampagne erscheint mit den Tyraniden ein gefährlicher Gegner. Deswegen gehen die Eldar eine Allianz mit dem menschlichen Imperium ein, um den gemeinsamen Feind zurückzuschlagen.
Im Gefechtsmodus gegen Computergegner hat der Spieler die Wahl zwischen allen drei Fraktionen. Das Imperium unterteilt sich nochmals in den Orden der Red Hunters, die Imperiale Armee und die Sororitas Silentum.

## Rezeption
Rites of War erhielt gemischte Kritiken (Gamerankings: 64,53 %).

„Ich muß gestehen, daß ich (wenn man mich denn vor die Wahl stellt) den schon etwas älteren Warhammer 40.000-Titel ‚Chaos Gate‘ bevorzugen würde. Denn zwar ist unbestritten, daß ‚Rites of War‘ in Sachen Handhabung die Nase weit vorn hat, aber es wirkt einfach wie ein keimfreies Sandkastenspiel mit bunten Plastikmännchen. Das besondere Flair, die Gänsehaut-Atmosphäre, das düstere Gruselpotential der Tabletop-Vorlage – in ‚Chaos Gate‘ vorbildlich umgesetzt – fehlt hier nahezu vollständig.“

“Rites Of War is a fun but flawed game. It looks beautiful and plays well, but it can be frustrating at times thanks to the ‘rest’ rule, repetitive mission objectives, and the need to nurse your troops through the battle with as few losses as possible.”

„Rites of War ist ein spaßiges Spiel mit einigen Macken. Es sieht wundervoll aus und spielt sich gut, aber es kann zeitweise frustrierend sein, dank der ‚Ausruhen‘-Regel, den repetitiven Missionszielen und dem Zwang, seine Truppen mit so wenig Verlusten wie möglich durch die Schlacht zu bringen.“